# حمله به شیکوکو
حمله به شیکوکو (به ژاپنی: 四国攻め)، تسخیر شیکوکو (به ژاپنی: 四国征伐)، به جریاناتی اشاره دارد که سرانجام در سال ۱۵۸۵ منجر به تسخیر شیکوکو در حمله شیکوکو (۱۵۸۵) به دست تویوتومی هیده‌یوشی شد. مقدمات حمله به شیکوکو چند سال قبل توسط اودا نوبوناگا، جنگ سالار قدرتمند دوره سنگوکو فراهم شده بود اما با مرگ نوبوناگا در سال ۱۵۸۲ در حادثه معبد هوننو این حمله متوقف ماند.